# 274333 Voznyukigor
274333 Voznyukigor è un asteroide della fascia principale. Scoperto nel 2008, presenta un'orbita caratterizzata da un semiasse maggiore pari a 2,6793218 UA e da un'eccentricità di 0,1161082, inclinata di 12,43830° rispetto all'eclittica.